# Jag är din krigare
Jag är din krigare är en svensk-dansk actionfilm från 1997 i regi av Stefan Jarl. Filmen utspelas i trakterna kring Götene och Lidköping.

## Handling
13-årige Kim känner sig hemma i vildmarken. En natt uppenbarar sig naturens själ för honom i form av en indian, som utnämner Kim till naturens beskyddare. Kim bestämmer sig för att stanna ute i vildmarken och leva av det som naturen har att erbjuda. Efter ett tag så blir Kims övertygelse om sitt uppdrag allt mer seriös. Han är tvungen att försöka rädda så många vilda djur som möjligt undan människornas onödiga dödande, och ingenting kan stoppa honom.

## Rollista
- Robin Milldoff - Kim
- John Belindo - Indianen
- Jan Malmsjö - Polisbefälet
- Mikael Persbrandt - Hjorth, jägaren
- Peter Harryson - Godsägaren
- Pierre Lindstedt - Förmannen
- Anders Granell - Fiskaren
- Lena Nilsson - Kims mamma
- Johan Paulsen - Kims pappa
- Hedvig Hedberg - Kims syster
- Viggo Lundberg - Edward
- Ebba Hernevik - Indianflickan
- Thorsten Flinck - Förhörsledaren
- Lakke Magnusson - Vakten
- Kenneth Milldoff - Grävmaskinisten